# Paradox lháře
Paradox lháře, také paradox Kréťana či Epimenidův paradox je jeden z nejstarších známých logických paradoxů. Patří mezi takzvané autoreferenční paradoxy, tj. paradoxy vycházející z vlastnosti jazyka umožňující hovořit jím o jazyce – tedy o sobě samém. Byl údajně vysloven krétským filosofem Epimenidem z Knóssu někdy okolo roku 600 př. n. l.

## Znění
Paradox lháře bývá uváděn v mnoha různých formulacích, ačkoli jeho podstata je ve všech zněních stejná.

### Epimenidův paradox
Původní formulace paradoxu, připisovaná Epimenidovi, se obvykle udává v podobě: „Všichni Kréťané jsou lháři.“ Podstatné přitom je, že autorem tohoto výroku je Epimenidés, který je sám Kréťan. Způsob, kterým z tohoto faktu vyplývá logický spor, je shodný pro všechny formulace a bude uveden v samostatném odstavci.
Vzato historicky, Epimenidovi šlo v jeho době mnohem spíše o kritiku spoluobčanů než o logický paradox. Viz nejstarší dochovaný, novozákonní doklad: Jeden z nich, jejich vlastní prorok, řekl: „Kréťané jsou vždycky lháři, zlé šelmy, břicha líná.“  (List Titovi, 1, 12.)

### Paradox Kréťana
Formulace paradoxu Kréťana se od formulace Epimenidova paradoxu liší jen nepodstatně, a to tím, že autorem výroku nemusí být sám Epimenidés, ale kdokoli jiný. Paradox Kréťana zní následovně: „Epimenidés říká: ‚Všichni Kréťané jsou lháři.‘ Epimenidés je Kréťan.“ Spornost tohoto tvrzení bude vysvětlena v samostatném odstavci.

### Paradox lháře
Epimenidés svůj výrok jako paradox nemyslel; formulace lháře jako paradoxu je připisována Eubúlidovi z Milétu (4. století př. n. l.): Když lžu a říkám, že lžu, lžu, nebo mluvím pravdu? Modernější reformulace popisovaného paradoxu zní takto: „Teď lžu.“ či „Tato věta je nepravdivá.“ Spornost těchto tvrzení bude vysvětlena v samostatném odstavci.

## Podstata paradoxu
V původní Epimenidově formulaci i ve formulaci paradoxu Kréťana si je nutné nejprve uvědomit, že sousloví „být lhářem“ se zde používá ve smyslu „lhát vždy“. Pak lze již postupovat k odvození sporu stejným způsobem jako u formulace paradoxu lháře, kterou jedinou zde rozebereme. Ze dvou uvedených variant paradoxu lháře opět rozebereme jen jednu, druhá je zcela obdobná.
Mějme tedy větu „Tato věta je nepravdivá.“ Jistě je tato věta buďto pravdivá, nebo nepravdivá (protože je to nějaké smysluplné tvrzení). Pokud je tato věta pravdivá, znamená to, že je pravda to, co tvrdí, tedy je pravda, že tato věta je nepravdivá, tedy tato věta je nepravdivá. To je ovšem spor s předpokladem, že je tato věta pravdivá. Tedy jistě je tato věta nepravdivá. Pak to ale znamená, že není pravda to, co tvrdí, tedy není pravda, že tato věta je nepravdivá, tedy tato věta je pravdivá, což je opět spor s předpokladem. Tedy v obou možných případech („věta je pravdivá“ i „věta je nepravdivá“), z nichž alespoň jeden vždy nastává, jsme došli ke sporu.

## Řešení paradoxu
V současné době se paradox lháře řeší tak, že se jazykové výpovědi klasifikují do potenciálně nekonečné posloupnosti úrovní (jazyk, metajazyk, metametajazyk, …) a stanoví se, že na každé z těchto úrovní lze hovořit jen o úrovních (ostře) nižších. Pak věta „Tato věta je nepravdivá.“ je větou nějaké úrovně jazyka, která hovoří sama o sobě, tedy o své vlastní úrovni, což bylo zakázáno. Proto věta „Tato věta je nepravdivá.“ není smysluplným tvrzením a ptát se na to, jestli je pravdivá, či ne, proto nemá vůbec smysl. Avšak ukazuje nám, že existuje věta, která „nemá smysl“.

## Diskuse
Někdy se tvrdí, že první dvě formulace „paradoxu“ jsou od třetí principiálně odlišné (první výrok lze negovat takto: „Existuje nejméně jeden Kréťan, který není lhář“ a tím se vyhnout paradoxu).
Toto tvrzení není na místě, i když se často objevuje v diskuzích na toto téma. Paradoxy lháře (Kréťana...) poukazují na určitý problematický rys jazyka, totiž odkazování sama na sebe, resp. na svou vlastní pravdivost (v anglicky psané literatuře self-reference). Uvedené starověké příklady demonstrují tento jev v rámci výrokové logiky (tj. logického systému, ve kterém se používají pouze logické spojky a nikoli kvantifikátory). V tomto rámci jsou uvedené příklady zcela v pořádku – řešení uvedené v námitce pouze převádí problém do širšího logického rámce, než pro který byl příklad zamýšlen (totiž do logiky s kvantifikátory – predikátové logiky). I v tomto širším rámci lze paradox formulovat.
V literatuře lze nalézt mnoho pokusů o řešení paradoxu lháře v bohatších logických systémech než je predikátová logika, většinou lze ale paradox generovat na nějaké vyšší úrovni.